# 가자주 (모잠비크)

가자주

가자주(포르투갈어: Gaza)는 모잠비크 남부에 위치한 주로, 주도는 샤이샤이이며 면적은 75,709km2, 인구는 1,333,106명(2006년 기준)이다. 동쪽으로는 이냠바느주, 북쪽으로는 마니카주, 남쪽으로는 마푸투주와 인접해 있으며 서쪽으로는 남아프리카 공화국, 북서쪽으로는 짐바브웨와 국경을 맞대고 있다.

## 인구
| 연도    | 인구      | ±% p.a. |
| ------- | --------- | ------- |
| 1980    | 990,900   | —       |
| 1997    | 1,116,903 | +0.71%  |
| 2007    | 1,236,284 | +1.02%  |
| 2017    | 1,422,460 | +1.41%  |
| source: |           |         |